# Comuna Terlo, Starîi Sambir
Terlo (în ucraineană Терло) este o comună în raionul Starîi Sambir, regiunea Liov, Ucraina, formată din satele Maksîmivka și Terlo (reședința).

## Demografie
Componența lingvistică a comunei Terlo
     Ucraineană (99,76%)
     Alte limbi (0,24%)
Conform recensământului din 2001, majoritatea populației comunei Terlo era vorbitoare de ucraineană (99,76%), existând în minoritate și vorbitori de alte limbi.